# Nederlands Elektriciteit Administratiekantoor
Nederlands Elektriciteit Administratiekantoor (NEA) is een samenwerkingsverband en belangenorganisatie van vier grote energiebedrijven. De organisatie werd opgericht in 2000 als opvolger van Samenwerkende Elektriciteits-Productiebedrijven (SEP). De aandeelhouders zijn anno 2023 ENGIE Energie Nederland, Elektriciteits-Produktiemaatschappij Zuid-Nederland (EPZ), NUON Power Generation (Vattenfall) en Uniper Benelux.

## Oprichting en doel
Nederlands Elektriciteit Administratiekantoor (NEA) werd opgericht in 2000 in verband met de liberalisering van de elektriciteitsmarkt op grond van Europese regelgeving en de Elektriciteitswet 1998. De oprichting werd effectief op 1 januari 2001 bij de overdracht van het hoogspanningsnet aan Tennet.
"Volgens de statuten heeft de vennootschap [B.V.] ten doel er zorg voor te dragen dat in samenwerking met haar aandeelhouders de verplichtingen uit de Overeenkomst van Samenwerking van 1986 (OVS) met in achtneming van de Elektriciteitswet van 1998 en de Overgangswet Elektriciteitsproductiesector (OEPS), afgewikkeld worden."
De Overeenkomst van Samenwerking was een overeenkomst, geldig van mei 1986  tot en met 31 december 2000, afgesloten door de toenmalige in SEP verenigde Nederlandse elektriciteitsproducenten, onder supervisie van de toenmalige Minister van Economische Zaken Gijs van Aardenne. Doel was te komen tot een concentratie van elektriciteitsbedrijven en liberalisering van de elektriciteitsmarkt. De beginselen van de OVS werden vastgelegd in de Elektriciteitswet 1998. De SEP werd op grond van de Elektriciteitswet aangewezen als uitvoerder van de doelstellingen in de OVS, waarmee de overeenkomst zelf kon worden beëindigd. In 2000 sloten de aandeelhouders van Nea hiertoe een nieuwe overeenkomst onder de naam "Heads of Agreement". De Overgangswet Elektriciteitsproductiesector (OEPS) legt de aansprakelijkheid voor de door NEA onder de OVS aangegane verplichtingen, met uitzondering van de verliezen op de verkoop van Demkolec volledig bij de partijen in de OVS. Daarbij is er geen sprake van hoofdelijke aansprakelijkheid.
Naast het afwikkelen van de verrekeningen die voortvloeiden uit de OVS, werd NEA als opvolger van SEP verantwoordelijk voor het beheer van Gemeenschappelijke Kernenergiecentrale Nederland (GKN) en de Kerncentrale Dodewaard, inclusief de toekomstige ontmanteling. De overdracht van de kerncentrale aan COVRA is gepland in 2023.
In 2018 waren de aandeelhouders van NEA:
- ENGIE Energie Nederland N.V. (29,5%)
- Elektriciteits-Produktiemaatschappij Zuid-Nederland EPZ N.V. (28,5%)
- NUON Power Generation B.V. (22,5%)
- Uniper Benelux N.V. (19,5%)

## Afsplitsing netbeheer
Op grond van de Elektriciteitswet en de Wet onafhankelijk netbeheer moest het beheer van het landelijk hoogspanningsnet worden afgesplitst van de energiebedrijven binnen SEP. SEP verzorgde zowel de productie en import van elektriciteit als het beheer van het net. SEP en haar aandeelhouders bezaten het grootste deel van het landelijk hoogspanningsnet en SEP was ook eigenaar van de verbindingen met de buitenlandse hoogspanningsnetten. 
Op 28 april 1994  werd SEP eigenaar van de lege B.V. "Dutch Electricity Consulting Services" (DELCOS). SEP stelde op 21 oktober 1998 – op grond van de Elektriciteitswet – DELCOS aan als de Nederlandse nationaal netbeheerder en wijzigde de naam in "TenneT, Manager Landelijk Elektriciteitsnet B.V.". Tegelijk werd de economische eigendom (het exclusieve exploitatierecht) van het hoogspanningsnet en de grensoverschrijdende verbindingen overgedragen aan DELCOS, met het recht om deze op een later tijdstip te kopen. Op 14 januari 1999 werd het bedrijf tot "TenneT, Transmission System Operator" (TenneT TSO) hernoemd.
In oktober 2000 kwamen de Staat en SEP overeen dat het landelijk hoogspanningsnet, in beheer bij TenneT, aan de Staat zou worden verkocht via de nieuwe vennootschap Nederlands Elektriciteit Administratiekantoor. Vanaf 1 januari 2001 werd NEA via naamswijziging formeel de rechtsopvolger van SEP.
NEA had als opvolger van SEP twee derde van het hoogspanningsnet en alle infrastructuur voor de import en export in handen gekregen. Op 2 februari 2001 werden deze overgedragen aan haar dochter Saranne B.V., met het recht om deze op een later tijdstip te kopen. Alle aandelen van Saranne waren in handen van NEA. Op 25 oktober 2001 werden alle aandelen overgedragen aan TenneT en vervolgens verkocht aan de Nederlandse Staat. Hiermee was de afsplitsing van het netbeheer van SEP voltooid. De rest van het net was nog steeds in eigendom van publieke regionale netbeheerders, bestuurd door provincies en/of gemeenten.

## Kerncentrale Dodewaard
Als rechtsopvolger van SEP werd NEA op 1 januari 2001 de enige aandeelhouder van Gemeenschappelijke Kernenergiecentrale Nederland (GKN) en dus eigenaar van Kerncentrale Dodewaard. Als bestuurder van GKN werd NEA verantwoordelijk voor de verdere ontmanteling van de inmiddels gesloten kerncentrale. 
Al sinds 2007 werd er echter aan getwijfeld of er voldoende geld was gereserveerd voor de ontmanteling van de kerncentrale. In 2006 gaf COVRA te kennen de kerncentrale van NEA over te willen nemen. NEA stelde dat de kosten van alleen de ontmanteling (zonder de kosten van de permanente opslag van het hoog-radioactieve afval) ongeveer 130 miljoen euro zou zijn. COVRA schatte dat het minstens 230 miljoen zou gaan kosten en nam geen genoegen met de gereserveerde gelden. De overname ging daarom vooralsnog niet door.
In 2014 weigerde de Staat voor het eerst een beschikking af te gegeven voor de financiële zekerheidstelling voor de kosten van ontmanteling, omdat de gereserveerde gelden ontoereikend waren. In november 2016 startte de Staat bij de Raad van State een procedure, waarin zij NEA als aandeelhouder van GKN aansprakelijk stelde voor een eventueel tekort van het gereserveerde geld bij eventuele meerkosten van de ontmanteling. GKN/NEA raamde de kosten inmiddels op 180 miljoen euro. NEA ontkende de aansprakelijk, omdat de centrale altijd in handen van overheidsbedrijven was geweest in de periode tot 1997 toen er elektriciteit werd geproduceerd. NEA bood wel aan €25 miljoen extra beschikbaar te stellen voor de ontmanteling. Een aanbod dat door de Staat werd afgewezen.
Laka onthulde in 2018 aan de hand van vrijgegeven archiefstukken, dat het Rijk er rekening mee hield tot €200 miljoen te moeten bijleggen. Door beleggingen was het ontmantelingsfonds aangegroeid tot ruim €60 miljoen, terwijl de rest gedekt zou worden door het eigen vermogen. NEA bleek volgens cijfers van het ministerie van Financiën tussen 2002 en 2009 €850 miljoen aan dividend te hebben uitgekeerd aan de aandeelhouders. Het Financieele Dagblad berekende dat de aandeelhouders van NEA tot 2011 in totaal € 1,5 miljard aan het vermogen van Kerncentrale Dodewaard hadden onttrokken. In 2011 werd wettelijk vastgelegd dat eigenaren van een kerncentrale verplicht zijn een financiële zekerheidstelling te hebben voor de kosten van de ontmanteling.,par. 3
In mei 2023 maakte de staatssecretaris van I en W bekend dat NEA een eigen vermogen van circa €75 miljoen had en GKN van circa €87 miljoen. De Staat was voornemens de kerncentrale over te nemen voor het symbolische bedrag van één euro, op voorwaarde dat hij onmiddellijk daarna wordt overgedragen aan COVRA. Als reden werd gegeven, dat GKN blijvend te weinig middelen heeft om de kosten voor de ontmanteling te dragen. GKN gaf dit inmiddels ook zelf toe. Door de overname van alle aandelen GKN van NEA zouden de door GKN gereserveerde gelden voor de ontmanteling van de kerncentrale veilig worden gesteld en volgens de staatssecretaris alzo de ontmantelingskosten zo laag mogelijk worden gehouden. Het ministerie van Financiën had voorlopig een aanvullend bedrag van €40 miljoen gereserveerd. Een Duits ingenieursbureau had geschat dat de ontmantelingskosten tussen circa 243 en 334 miljoen zouden zijn. Een nieuwe realistische schatting van de kosten moest nog gemaakt worden.

## Weblinks
- Officiële website NEA